# Comic Yuri Hime
Comic Yuri Hime (コミック百合姫 Komikku Yuri Hime?) es una revista de antología manga publicada en Japón por Ichijinsha, cuya primera publicación fue en julio de 2005. Desde entonces, hasta finales del año 2010, fue una revista trimestral, pero desde el volumen de enero de 2011 se volvió bimestral. Es la sucesora de Yuri Shimai, ya que abarca series del género yuri. Comic Yuri Hime S fue su revista hermana, que era dirigida a lectores masculinos. Yuri Hime tiene un público 70 % femenino.

## Lista de Mangas
- Ameiro Kouchakan Kandan (Miyabi Fujieda)
- Aoi Shiro (Tomoyuki Fumotogawa y Pochi Edoya)
- Apple Day Dream (Nene Jounouchi)
- Citrus (Saburouta)
- Clover (Hiyori Otsu)
- Creo the Crimson Crisis (Takewakamaru)
- Epitaph (Aya Syouoto)
- First Love Sisters (Mizuo Shinonome)
- Hanjuku Joshi (Akiko Morishima)
- Haru Natsu Aki Fuyu (Taishi Zaō y Eiki Eiki)
- Himitsu Shōjo (Chi-Ran)
- Inugami-san to Nekoyama-san (Kuzushiro)
- Kawaii Anata (Hiyori Otsu)
- Kotonoha no Miko to Kotodama no Majo to (Miyabi Fujieda)
- Kuchibiru Tameiki Sakurairo (Milk Morinaga)
- Mermaid Line (Renjūrō Kindaichi)
- Nanami and Misuzu (Sunao Minakata)
- Netsuzō Trap de Kodama Naoko
- Ōmuro-ke (Namori)
- Otome Cake (Mako Takahashi)
- Rakuen no Jōken (Akiko Morishima)
- Shōjo Bigaku (Chi-Ran)
- Simoun (Hayase Hashiba)
- Strawberry Shake Sweet (Shizuru Hayashiya)
- Tachibana-kan To Rai Anguru(merryhachi)
- Tokimeki Mononoke Jogakuen (Banana Nangoku)
- Voiceful (Nawoko)
- Watashi ni Tenshi ga Maiorita! (Nanatsu Mukunoki)
- Yoruzora no Ōji to Asayake no Hime (Mera Hakamada)
- Yagate kimi ni naru (Nakatani Nio)
- YuruYuri (Namori)
- ZettaixRoman (Moony Muttri)